# Coxelus serratus
Coxelus serratus är en skalbaggsart som beskrevs av Horn 1885. Coxelus serratus ingår i släktet Coxelus och familjen barkbaggar. Inga underarter finns listade i Catalogue of Life.